# Petición de los fabricantes de velas
La Petición de los fabricantes de velas es una sátira muy conocida sobre el proteccionismo escrita y publicada en 1845 por el economista francés Frédéric Bastiat como parte de su obra Sofismas Económicos. En la petición de los fabricantes de velas, los fabricantes de velas y los industriales de otros sectores de la industria de la iluminación solicitan a la Cámara de Diputados de la Monarquía de Julio de Francia (1830-1848) que proteja su comercio de la competencia desleal de una potencia extranjera: el Sol.
En su petición, los fabricantes de velas citan varias ventajas económicas que podría tener el bloqueo del Sol, como el consumo creciente de productos: el sebo, dando lugar a una mayor producción de carne, lana, cueros, etc; aceite vegetal, dando lugar a una mayor producción de amapolas, aceitunas y colza; árboles resinosos, lo que incrementaría las abejas, por lo tanto, la polinización de cultivos; el aceite de ballena, llevando a un incremento de la marina mercante que aumentaría el prestigio y posición de Francia.
Los fabricantes de velas también citan el mismo ejemplo que Bastiat hace en otros puntos de Sofismas Económicos: el de las naranjas similares crecidas en París y Lisboa.